# مضيق دوفر
مضيق دوفر ((بالفرنسية: Pas de Calais) 

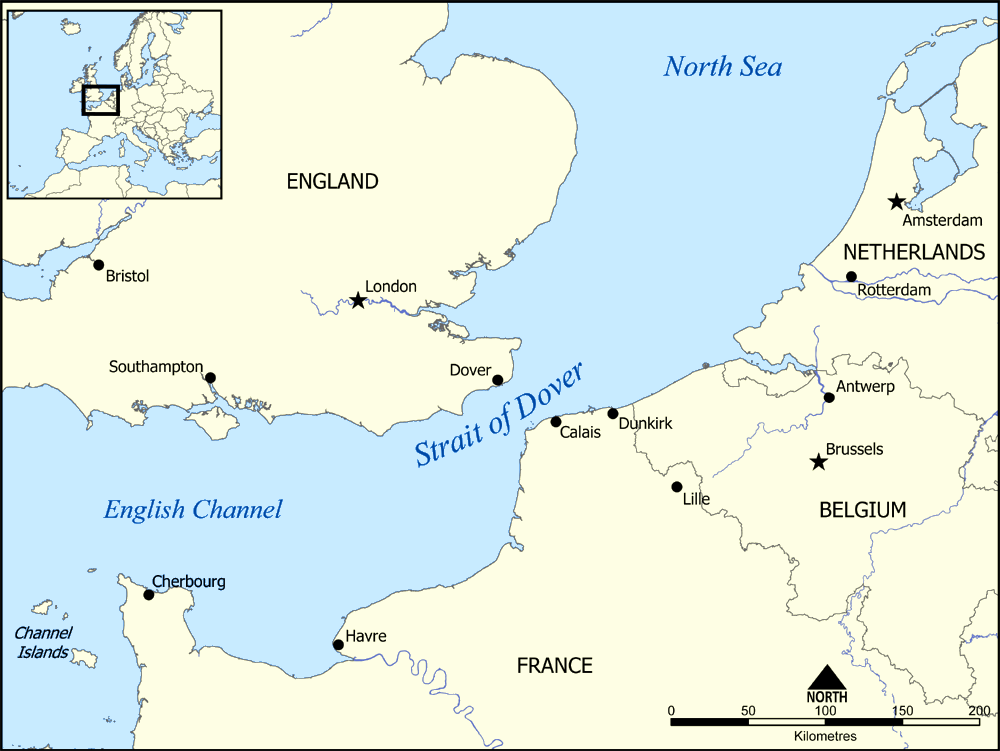
خريطة توضح موقع مضيق دوفر.

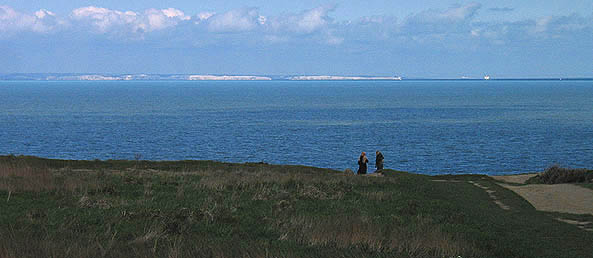
منظر للساحل الإنجليزي من فرنسا

[pɑdə kalɛ]، والذي يعني حرفيًا Strait of Calais) هو الـمضيق الموجود في أضيق جزء من بحر المانش. وأقصر مسافة عبر المضيق من جنوب فورلاند، 6 كيلو مترات (أي حوالي 4 أميال) شمال شرق دوفر في مقاطعة كنت، بإنجلترا، وحتى كاب جريس نيز، وهي رأس بالقرب من كاليه في الإقليم الفرنسي أقاليم فرنسا باد كاليه، في فرنسا. ويقع بين هاتين النقطتين الطريق الأكثر شعبيةً لسباحين عبر البحر حيث قلَّت المسافة إلى 34 كـم (21 ميل).
وفي أي يوم صاف، يمكن رؤية الساحل المواجه والبنايات الموجودة على الشاطئ أيضًا بالعين المجردة، وأثناء فترة الليل يمكن مشاهدة الأضواء الساطعة من الأرض هناك، كما في قصيدة الشاعر الإنجليزي ماثيو أرنولد «دوفر بيتش (شاطئ دوفر)».

## حركة الملاحة

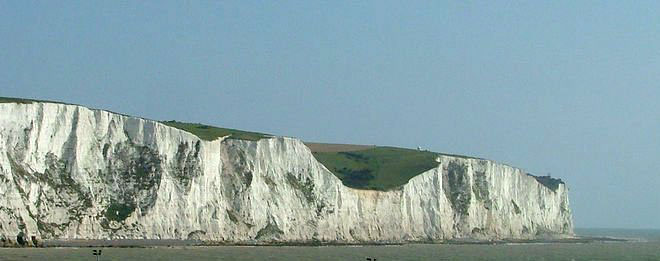
منحدرات دوفر الصخرية البيضاء.

يمر معظم النقل البحري بين المحيط الأطلنطي والشمال وبحر البلطيق عبر مضيق دوفر، بدلاً من السفر عبر الطريق الأطول والأكثر خطورةً حول شمال اسكتلندا. لذلك فهو يُعد أزحم طريق بحري دولي في العالم، حيث تستخدمه أكثر من 400 سفينة تجارية يوميًا. وقد جعل هذا الازدحام من الأمن مسألةً حرجة؛ حيث يلتزم خفر السواحل الخاص بجلالة الملكة بمراقبة المضيق طوال اليوم وفرض نظام صارم على الممرات الملاحية.
بجانب الحركة المرورية المُكثَّفة بين الشرق والغرب، يتقاطع المضيق من الطريق بين الشمال والجنوب بسبب العبَّارات التي تصل دوفر بـكاليه وبولوني. وقد كانت هذه العبَّارات تعبر من خلال المضيق حتى التسعينيات لأنه كان الطريق الوحيد الذي يمر من فوق السطح، إلا أن نفق المانش الآن يقدم طريقًا بديلاً، من خلال العبور تحت المضيق بمتوسط عمق 45 مترًا أي (150 قدمًا) تحت سطح البحر.
وتمت تسمية إحدى المناطق البحرية التابعة لـتنبؤات الطقس للملاحة البريطانية على اسم مدينة دوفر.

## التشكيل الجيولوجي للمضيق

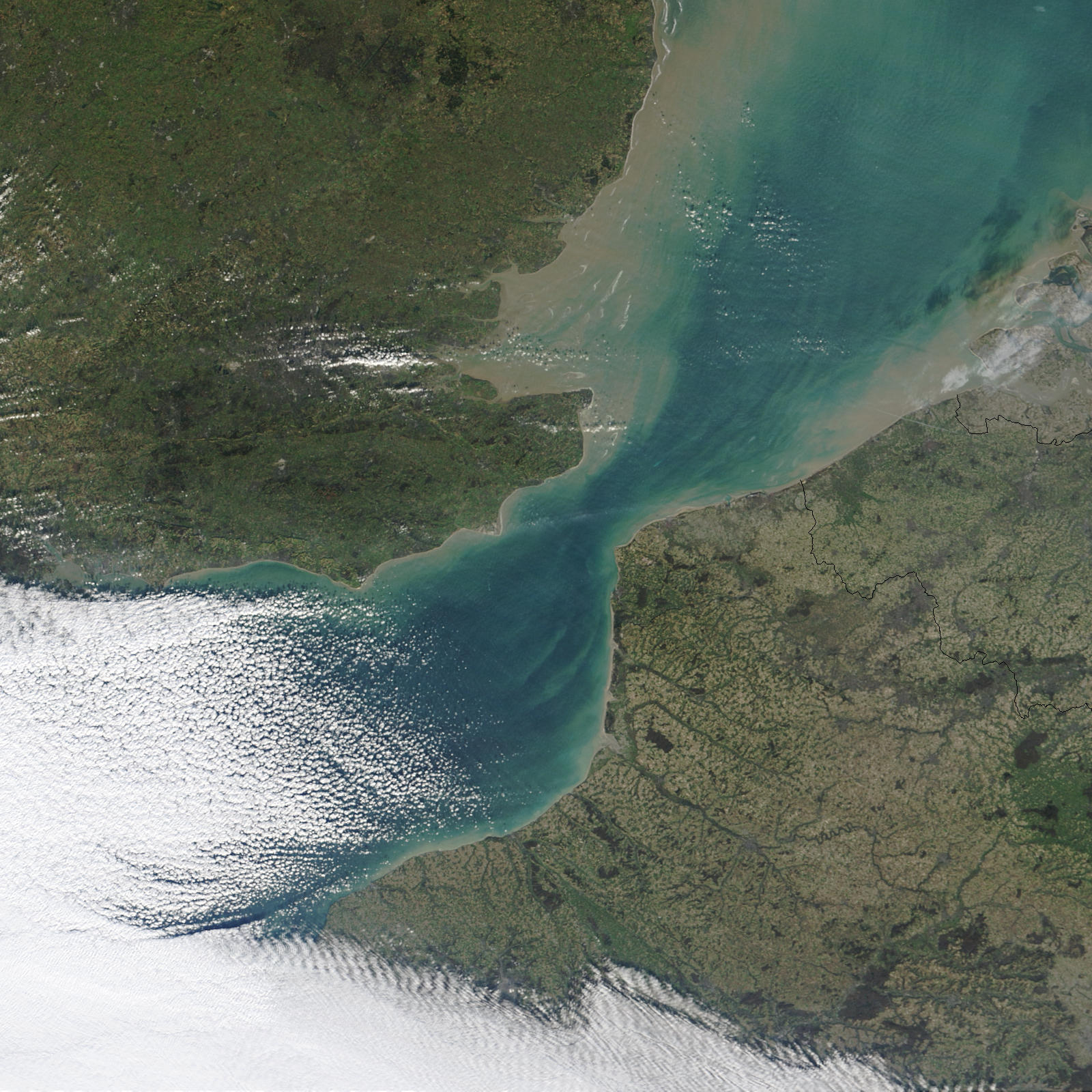
صورة التقطتها وكالة ناسا (NASA) من خلال الأقمار الصناعية في ديسمبر 2002

يُعتقد أن المضيق تشكَّل على هذه الهيئة نتيجة تعرية تعرض لها جسر أرضي كان يصل بين ويلد في بريطانيا العظمى وحتى بولونيس في الإقليم الفرنسي باد كاليه. ويهيمن الصخر الطباشيري على جيولوجيا المضيق في كلا الجانبين البريطاني والفرنسي بالإضافة إلى قاع البحر. وعلى الرغم من مقاومة المضيق إلى حدٍ ما للتعرية، إلا أن التعرية التي حدثت على كلا الساحلين قد شكَّلت منحدرات دوفر الصخرية البيضاء الشهيرة في المملكة المتحدة كما شكَّلت منحدرات كاب بلان نيز في فرنسا. وقد تم حفر نفق المانش بين الصخر الطباشيري الصلب.

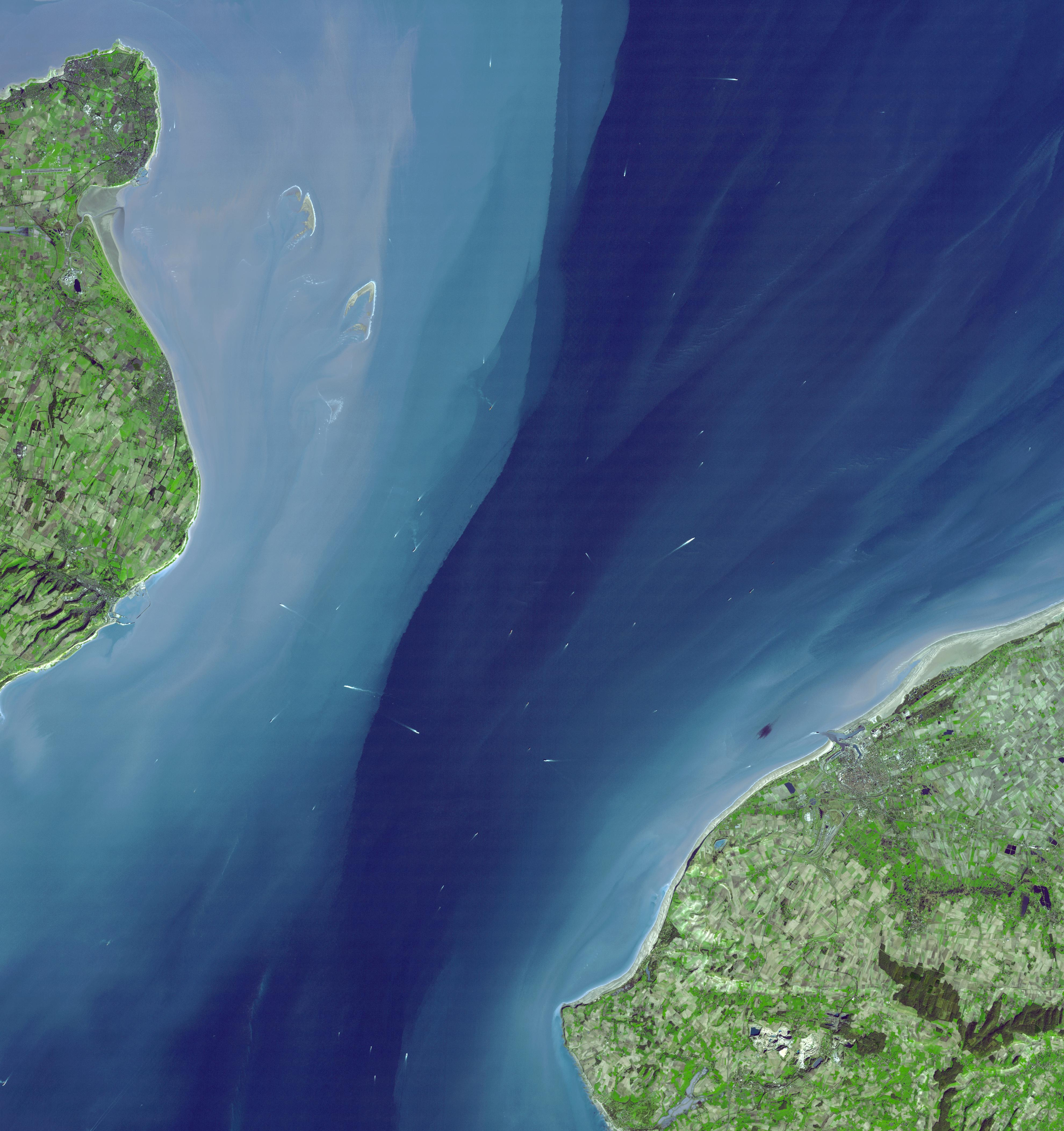
صورة التقطتها وكالة ناسا (NASA) من خلال القمر الصناعي تيرا في مارس 2001

تدفق نهر الراين (كما حدث مع نهر إرستروم) في اتجاه الشمال إلى بحر الشمال بسبب انخفاض مستوى سطح البحر أثناء بداية أول عصر البليستوسين العصور الجليدية خلال الحقبة البليستوسينية. وقد صنع الجليد سدا من إسكندنافيا وحتى اسكتلندا، واجتمع نهر الراين ونهر التيمز مع المصبات القادمة من معظم شمال أوروبا، وكونوا بحيرةً واسعة خلف السد، والتي تسربت في النهاية نحو منطقة الويلد إلى بحر المانش. ثم اتسعت فيما بعد هذه القناة الفيضية تدريجيًا وتعمقت حتى كونت مضيق دوفر. لذلك يُعتقد أن قناة ضيقة أكثر عمقًا على طول منتصف المضيق كانت هي قاع نهر الراين في آخر عصر جليدي. يوجد في شرق أنجيليا رواسب جيولوجية تشير إلى المجرى الشمالي القديم قبل العصر الجليدي لنهر الراين.
استنتجت دراسة تم إجراؤها عام 2007 أن  بحر المانش قد تشكَّل بسبب تعرية حدثت نتيجة فيضانيين كبيرين. حدث الفيضان الأول منذ حوالي 425 ألف سنة، عندما فاضت بحيرة محاطة بسدٍ جليدي في بحر الشمال الجنوبي وكسرت سلسلة جبال ويلد-أرتوا الطباشيرية في حدث تعرية كارثي وحادثة فيضان مدمرة. ثم بعدها، أفاض نهر تيمز ونهر شيلدت من خلال الفجوة نحو بحر المانش، بينما استمر نهر الميز والراين في الفيضان باتجاه الشمال. وفي فيضانٍ ثانٍ منذ حوالي 225 ألف سنة، كان نهرا الميز والراين محاطين بسدِ جليدي داخل بحيرة حطمت حاجزًا عاليًا وضعيفًا بطريقةٍ مأساوية (ربما كان من الصخر الطباشيري، أو رُكام جليدي-نهائي قد خلَّفه الغطاء الجليدي). اخترقت هذه الفيضانات قنوات فيضانية هائلة في قاع بحر المانش الجاف، تشبه في ذلك نوعًا ما مرتفعات Channeled Scablands (مرتفعات قاحلة تخترقها قنوات جافة) أو نهر واباش في الولايات المتحدة الأمريكية.

## وسائل عبور غير معتادة
لقد تم محاولة صنع العديد من وسائل العبور بخلاف تلك الموجودة في السفن التقليدية، ومنها: قارب صغير ببدالات، وحوض استحمام (بانيو)، ومدرعات برمائية أما الوسيلة الأكثر شيوعًا فهي السباحة. يحظر القانون الفرنسي العديد من هذه الوسائل بينما لا يحظرها القانون البريطاني، لذا فإن معظمها ينشأ في إنجلترا.

## وصلات خارجية
- Channel Navigation Information Service
- Channel Swimming & Piloting Federation
- Channel Swimming Association
- Depth Chart showing straits and former course of Rhine نسخة محفوظة 8 ديسمبر 2012 at Archive.is